# آلة التحطيم
آلة التحطيم (بالإنجليزية: The Smashing Machine)‏ هو فيلم دراما رياضي سيرة ذاتية أمريكي، من تأليف وإخراج وإنتاج وتحرير بيني صفدي. الفيلم من بطولة دوين جونسون، وإيميلي بلنت. سيعرض في 3 أكتوبر 2025.

## الممثلون
- دوين جونسون في دور المصارع السابق ومقاتل فنون القتال المختلطة مارك كير.
- إيميلي بلنت في دور داون ستابلز، زوجة كير السابقة.
- ريان بدر في دور مارك كولمان
- باس راتين
- أولكسندر أوسيك في دور إيغور فوفشانشين
- ليندسي غافين في دور إليزابيث كولمان
- ساتوشي إيشي في دور إنسون إينوي
- جيمس مونتاسري في دور أكيرا شوجي
- يوكو هامامورا في دور كازويوكي فوجيتا
- ستيفن كوادروس
- بول تشنغ في دور ماساكي ساتاكي
- سايبورغ أبريو في دور فابيو جورجيل
- أندريه تريكوتيوكس في دور بول فاريلان
- ماركوس أوريليو في دور السيد هالك
- ويتني مور في دور جاكلين
- بول لازينبي في دور هانز نيجمان
- أولغا دزيوراك في دور مترجمة إيغور
- ريان فينتورا في دور مذيع حلبة نادي برايد إف سي
- زوي كوسوفيتش في دور ماكنزي كولمان

## الإنتاج
في ديسمبر 2023، أُعلن عن تطوير فيلم دراما رياضي سيرة ذاتية مستوحى من حياة ومسيرة مارك كير المهنية من قبل شركة A24، ومن كتابة وإخراج بيني صفدي وبطولة دوين جونسون.  خلال حفل توزيع جوائز الأوسكار لعام 2024، أكد جونسون أن بلانت ستشارك في بطولة الفيلم بدور زوجة كير. انضم ليندسي غافين وأولكسندر أوسيك وريان بدر وباس راتين وزوي كوسوفيتش إلى طاقم التمثيل في مايو 2024.
جرى التصوير الرئيسي في الفترة من 21 مايو إلى 7 أغسطس 2024، في مواقع مثل نيومكسيكو وطوكيو وفانكوفر. قام المصور السينمائي ماسيو بيشوب، الذي عمل مع سافدي في مسلسل اللعنة، بتصوير الفيلم على شريط فلم 16 ملم. لاحقاً، غرد جونسون بأن الموسيقية البلجيكية نالا سينفرو ستؤلف الموسيقى التصويرية.

## روابط خارجية
- آلة التحطيم على موقع IMDb (الإنجليزية)
- آلة التحطيم على موقع ميتاكريتيك (الإنجليزية)
- آلة التحطيم على موقع روتن توميتوز (الإنجليزية)
- آلة التحطيم على موقع ألو سيني (الفرنسية)
- آلة التحطيم على موقع قاعدة بيانات الفيلم (الإنجليزية)
- آلة التحطيم على موقع ليتربوكسد (الإنجليزية)